# Ablösungsrecht
Als Ablösungsrecht bezeichnet man im Zivilrecht das Recht, auf fremde Schuld (auch  wenn der Schuldner dem  widerspricht) leisten zu dürfen, mit der Wirkung, dass, soweit der Gläubiger durch die Leistung des Ablösungsberechtigten befriedigt wird, die Schuld nicht erlischt, sondern von Gesetzes wegen auf den Ablösungsberechtigten übergeht und dieser sie dann seinerseits gegenüber dem Schuldner geltend machen kann.

## Begriffliches
Wenn man den Vorgang des Überganges der Gläubigerposition als Ablösung bezeichnet, so ist der Ablösungsberechtigte der Aktive, der den Gläubiger in seiner Gläubigerstellung ablöst. Eine andere Bezeichnung für dieses juristische Institut ist Subrogation, wobei der Sprachgebrauch hier insoweit anders ist, als der Gläubiger der Aktive, nämlich der Subrogierende ist, der den Ablösenden in seine Gläubigerstellung subrogiert.

## Deutsches Recht
Das Bürgerliche Gesetzbuch (BGB) kennt sowohl ein allgemeines als auch ein spezielles Ablösungsrecht. Der Grundgedanke ist immer der gleiche. Ablösungsberechtigt soll immer der sein, der durch die zwangsweise Durchsetzung der Forderung durch den Gläubiger Gefahr läuft, Einbußen zu erleiden, etwa den Gegenstand, den er als Sicherheit für fremde Schuld hingegeben hat, zu verlieren. Da im Allgemeinen im Innenverhältnis zwischen Schuldner und Ablösungsberechtigtem der Schuldner endgültig belastet sein soll, entspricht der gesetzliche Forderungsübergang im Allgemeinen auch dem Innenverhältnis, dem somit das Außenverhältnis angepasst wird. Mit der Forderung gehen auch die für diese bestellten akzessorischen Sicherheiten,  wie etwa die Hypothek oder das Pfandrecht, über § 401, § 412 BGB.
Das allgemeine Ablösungsrecht ist in § 268 BGB geregelt und hat folgende Voraussetzungen, die in verschiedenen Abwandlungen auch bei den speziellen Ablösungsrechten auftauchen:
- Der Gläubiger betreibt die zwangsweise Durchsetzung der Forderung – in § 268 BGB die Zwangsvollstreckung – an einem Gegenstand des Schuldners.
- Dadurch muss der Ablösungsberechtigte Gefahr laufen, eine Rechtsposition zu verlieren – in § 268 BGB ein Recht an der Sache des Schuldners, das durch die Zwangsvollstreckung zu erlöschen droht oder den Besitz an der Sache, der ebenfalls gefährdet sein muss.

Der Ablösungsberechtigte kann dann den Gläubiger mit der oben dargelegten Wirkung befriedigen. Die Befriedigung kann durch Hinterlegung oder Aufrechnung erfolgen.
Die besonderen Ablösungsrechte sind etwa das Ablösungsrecht des Bürgen (§ 774 BGB), das des vom Schuldner verschiedenen Eigentümers eines mit einer Hypothek belasteten Grundstücks (§ 1143 BGB) oder das des mit dem Schuldner nicht identischen Verpfänders (§ 1225 BGB). Es ist hier fast durchweg nicht nötig, dass schon die Zwangsvollstreckung betrieben wird, sondern es kann, sobald die gesicherte Forderung fällig ist, abgelöst werden, da ab diesem Moment für den Sicherungsgeber immer die Gefahr des Verlustes des Sicherungsgegenstandes (beim Bürgen die Gefahr der Klage und Zwangsvollstreckung) droht.